# Gare de Tergnier
La gare de Tergnier est une gare ferroviaire française des lignes de Creil à Jeumont et d'Amiens à Laon, située sur le territoire de la commune de Tergnier, dans le département de l'Aisne, en région Hauts-de-France.
C'est une gare de la Société nationale des chemins de fer français (SNCF), desservie par des trains régionaux (TER Hauts-de-France).

## Situation ferroviaire

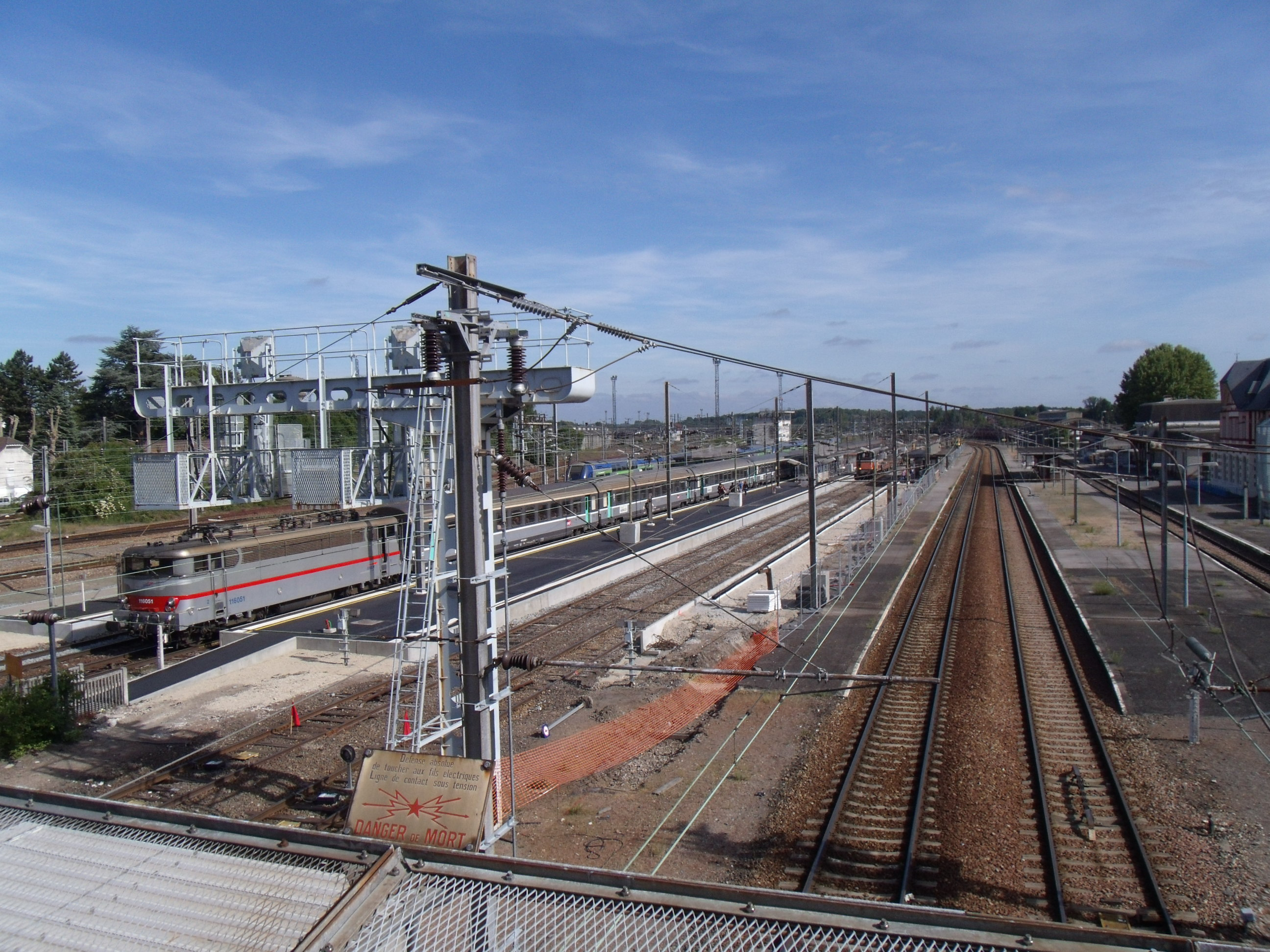
Les quais et voies, en direction de Saint-Quentin.

Établie à 56 m d'altitude, la gare de Tergnier est une gare de bifurcation située au point kilométrique (PK) 130,878 de la ligne de Creil à Jeumont, entre les gares de Viry-Noureuil et de Mennessis. Elle est également située au PK 78,813 de la ligne d'Amiens à Laon entre les gares voyageurs de Mennessis et de La Fère.
Elle dépend de la région ferroviaire d'Amiens. Elle dispose de huit voies à quai (1, 2, 3, 4, 8, 6, 10 et 12) et 5 quais dont 4 centraux d'une « longueur continue maximale » (longueur utile) : de 309 m pour le quai 1 (voie 12), 258 m pour le quai 2 (voies 10 et 12), 373 m pour le quai 3 (voies 6 et 8), 414 m pour le quai 4 (voies 4 et 2) et 343 m pour le quai 5 (voies 1 et 3).

## Histoire

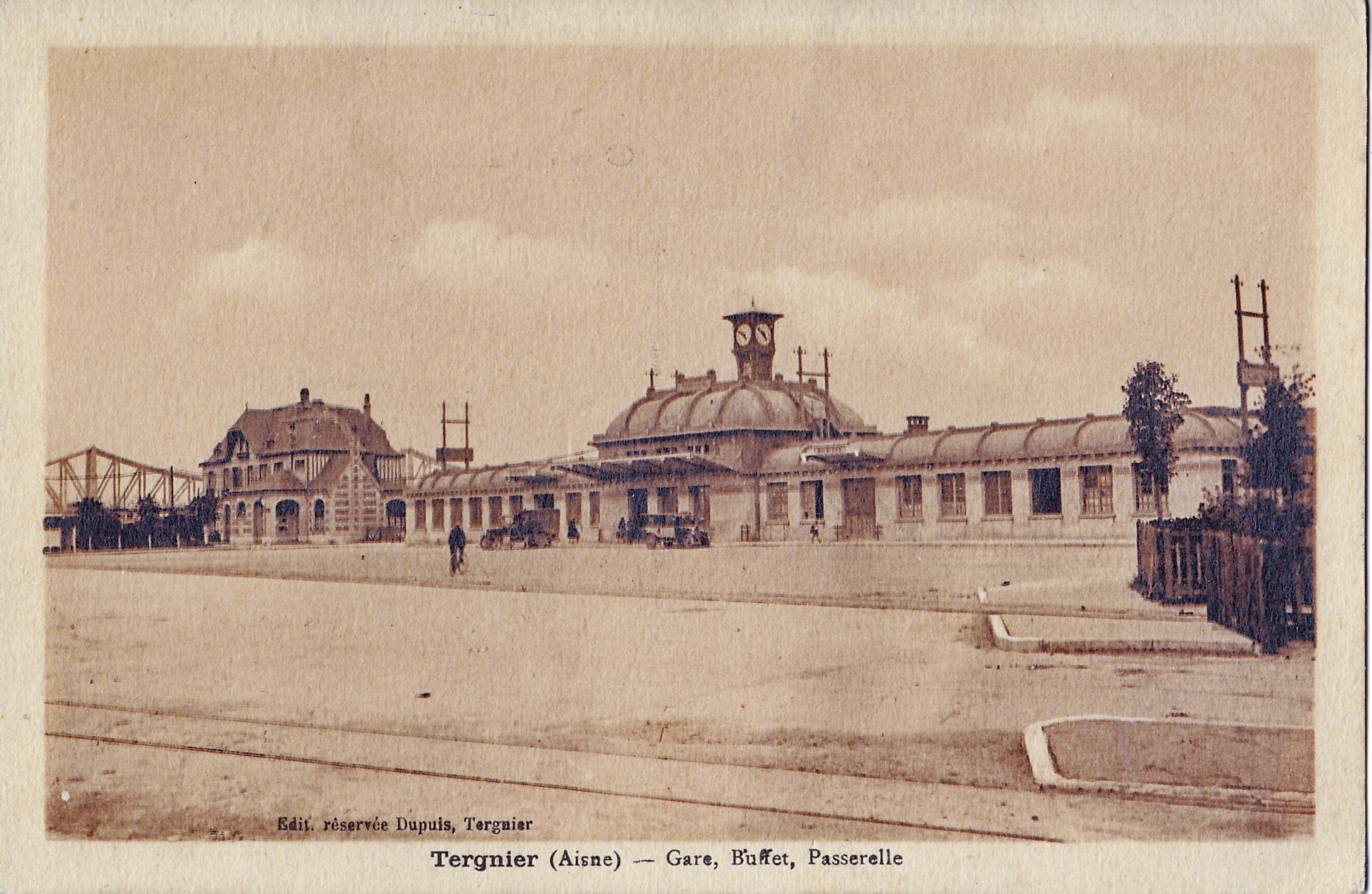
La gare, le buffet et la passerelle, après la Première Guerre mondiale.

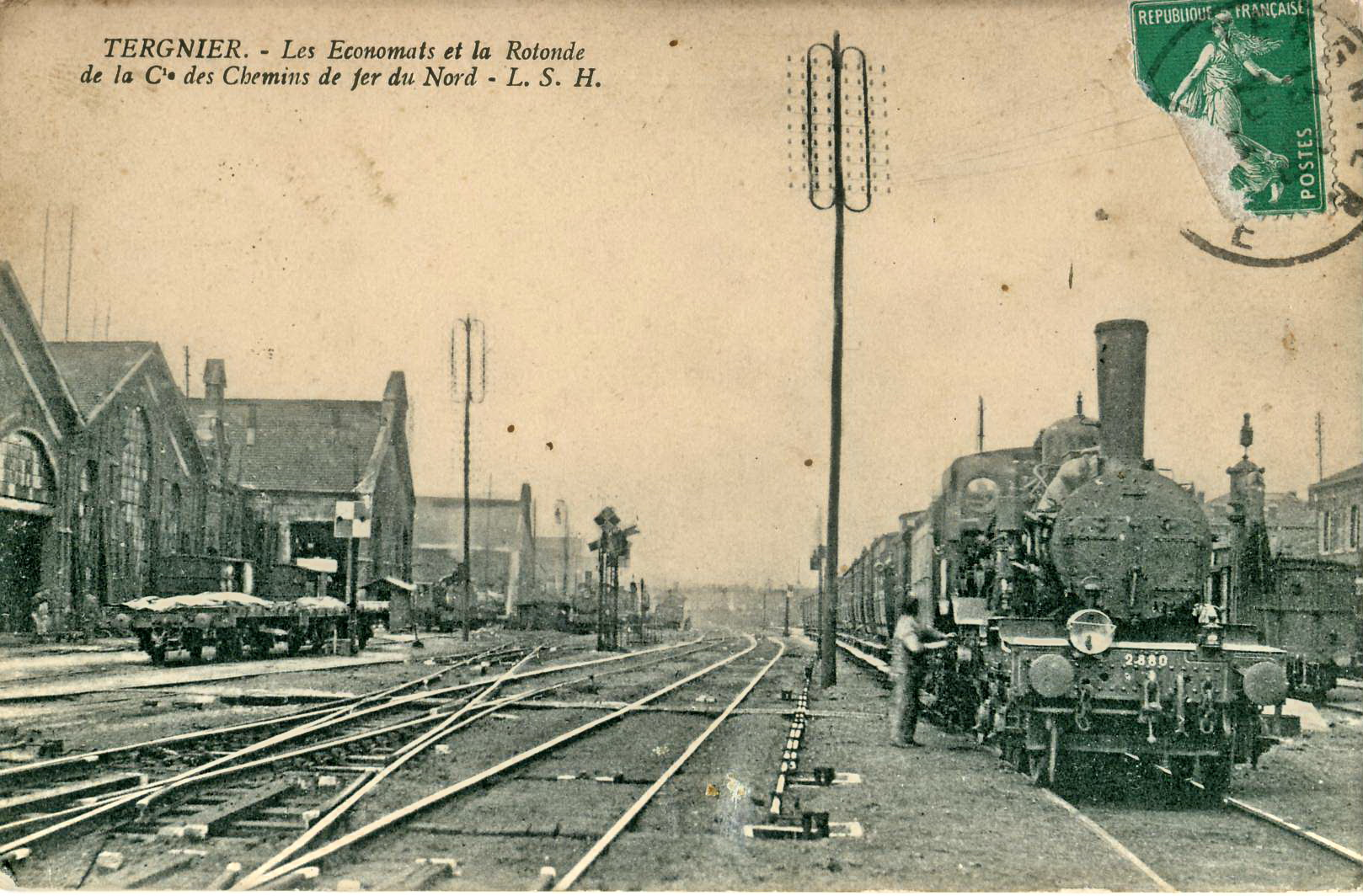
« Intérieur » de la gare, au début du XXe siècle.

En 1867, le rapport du jury de l'exposition universelle, cite la gare de Tergnier comme l'exemple montrant l'importance d'une gare de bifurcation située dans une « localité sans importance ». La gare dispose d'une gare voyageurs avec un grand bâtiment dédié avec buffet et deux quais équipés d'une marquise, une grande gare de transbordement, de nombreuses voies de garages, un dépôt de locomotives avec une remise pouvant recevoir 60 machines et un atelier de réparation.
Le bâtiment voyageurs d'origine, du type standard « à trois pavillons » a été détruit lors de la Première Guerre mondiale. Un bâtiment provisoire en baraquements le remplace.
Le 8 novembre 1918, la délégation allemande prend un train spécial, à 3 h 45 du matin, pour rejoindre, par la gare de Rethondes, l'épi de tir de Rethondes où va être signé, dans un wagon, l'armistice.
Le nouveau bâtiment voyageurs date des années 1920, tout comme le buffet bâti dans un style plus traditionnel avec colombages et toiture à pans coupés. Le bâtiment voyageurs se distingue par un style plus moderne : coiffé d'une toiture en béton arrondi, surmontée à l'origine d'un clocheton (tour-horloge), il était flanqué à l'origine par deux longues ailes sans étage et doté d'auvents en béton. Rénové à la fin du XXe siècle, il a perdu une partie de son aile droite, sa tour et a reçu un toit mansardé en tuiles artificielles.
En 1921, est créée une « cité-jardin » destinée au logement des 4 300 cheminots employés aux diverses activités ferroviaires présentes sur le site de la gare, notamment le triage et les ateliers de réparation.
En 1944, la gare est la cible des bombardiers américains ; le bombardement du 9 février fait 23 morts et celui du 11 février provoque 40 morts et 140 blessés.

## Fréquentation
De 2015 à 2023, selon les estimations de la SNCF, la fréquentation annuelle de la gare s'élève aux nombres indiqués dans le tableau ci-dessous.
| Année                      | 2023    | 2022    | 2021    | 2020    | 2019    | 2018    | 2017    | 2016    | 2015    |
| -------------------------- | ------- | ------- | ------- | ------- | ------- | ------- | ------- | ------- | ------- |
| Nombre de voyageurs        | 531 177 | 507 490 | 437 936 | 367 899 | 445 816 | 453 397 | 490 504 | 444 261 | 423 860 |
| Voyageurs et non voyageurs | 603 611 | 576 693 | 497 654 | 418 067 | 506 609 | 515 224 | 557 391 | 504 843 | 481 660 |

## Service des voyageurs

### Accueil
Gare de la SNCF, elle dispose d'un bâtiment voyageurs, avec guichet, ouvert tous les jours. Elle est équipée d'automates pour l'achat de titres de transport. C'est une gare « Accès Plus » disposant d'aménagements et de services pour les personnes à la mobilité réduite.
Un souterrain permet l'accès aux quais ; le quai 4 est également accessible par une passerelle.

### Desserte
Tergnier est desservie par des trains TER Hauts-de-France (lignes de Laon à Amiens, de Paris-Nord à Saint-Quentin, Cambrai ou Maubeuge, et de Laon à Calais-Ville en été).
Par ailleurs, le diocèse de Soissons, Laon et Saint-Quentin affrète une rame TGV à l'occasion du pèlerinage annuel à Lourdes.

### Intermodalité
Un parking est aménagé à ses abords.
La gare est desservie par les lignes urbaines 1 et 2, la Navette Evolis et les circuits scolaires CS16, CS17a, CS17b, CS17c et CS20 du réseau Lyneo.

## Gare de triage
Le site de la gare de Tergnier dispose d'un « faisceau de triage ».

## Tramway de Tergnier à Saint-Gobain
La ville de Tergnier était reliée par un tramway à Saint-Gobain et à Anizy-le-Château (gare d'Anizy-Pinon).